# Tridentea pedunculata
Tridentea pedunculata là một loài thực vật có hoa trong họ La bố ma. Loài này được (Masson) Leach miêu tả khoa học đầu tiên năm 1978.